# 2227 Otto Struve
Otto Struve (asteróide 2227) é um asteróide da cintura principal, a 1,8452208 UA. Possui uma excentricidade de 0,1747123 e um período orbital de 1 221,13 dias (3,35 anos).
Otto Struve tem uma velocidade orbital média de 19,91917186 km/s e uma inclinação de 4,9483º.
O asteróide foi descoberto em 13 de Setembro de 1955 por Goethe Link Obs..
O seu nome é uma homenagem ao astrónomo russo-americano Otto Struve.